# Ведад Ібішевич
Ведад Ібішевич (босн. Vedad Ibišević, нар. 6 серпня 1984, Власениця) — боснійський футболіст, центральний нападник німецького клубу «Шальке 04».

## Клубна кар'єра
Народився 6 серпня 1984 року в Югославії у боснійській родині, в містечку Власениця, де більшість населення були сербами. Після того, як почалася Боснійська війна, на родину почалися. Ведаду було всього сім років, коли батьки були змушені покинути рідне місто і переїхати з в більш спокійну Тузлу. Там і почалася футбольна кар'єра майбутнього голеодора, там же його вперше запросили до національної збірної відповідного віку.

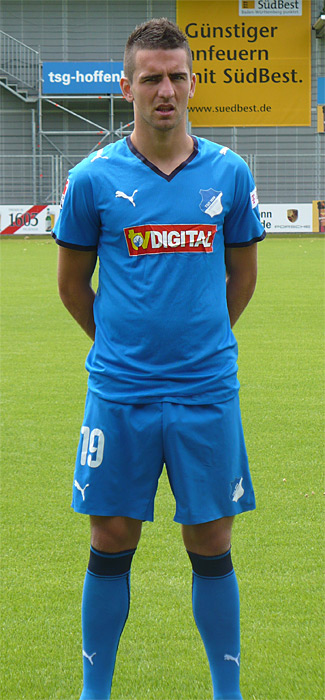
Ведад Ібішевич під час виступів за «Гоффенгайм 1899» у сезоні 2008/09

2000 року в пошуках кращої долі родина покинула Боснію та оселилися в Швейцарії, де Ведад став грати за юнацьку команду «Бадена». Але через суворі швейцарські закони щодо іммігрантів через рік Ібишевичи змушені були покинути країну та відправитися в США, де в Сент-Луїсі жили їхні родичі. Там Ібішевич і став виступати за місцеві регіональні клуби.
Ібишевичу пропонували виступати за збірну, але Ведад вирішив продовжити виступи за свою батьківщину. Коли Ібишевич в черговий раз приїхав на збір боснійської молодіжної збірної, на нього звернув увагу Вахід Халілходжич, який очолював тоді «Парі Сен-Жермен». Він запропонував підписати контракт зі знаменитим паризьким клубом. Проте, заграти в ПСЖ молодий форвард не зумів і був відправлений в оренду в «Діжон», який незабаром викупив контракт гравця.
Влітку 2006 року перейшов в «Алеманію» з Ахена, але, провівши там лише один сезон, перейшов в «Гоффенгайм 1899».
Перший сезон Ібішевіч в «Хоффенхаймі» не був відзначений бомбардирськими звитягами: у 31 матчі Другий Бундесліги він забив лише п'ять м'ячів, але команда все ж айняла друге місце і здобула право на виступи в еліті. З наступного сезону Ведад став важливою ланкою в побудовах Ральфа Рангніка, який зробив на нього ставку, і вже в першому колі сезону 2008/09 Ведад відплатив за довіру 18 голами у 17 матчах.
14 січня 2009 року у товариському матчі з «Гамбургом» в іспанській Ла Манзі Ведрад Ібишевич отримав травму — розрив передньої хрестоподібної зв'язки коліна та вибув до кінця сезону.  Після відновлення знову став основним форвардом команди, стабільно забиваючи в усіх сезонах Бундесліги.
1 лютого 2012 року перейшов до «Штутгарта», уклавши з клубом контракт на 4 роки. За деякими даними, сума трансферу склала близько 5,5 млн євро. Наразі встиг відіграти за штутгартський клуб 46 матчів в національному чемпіонаті, в яких забив 24 голи.

## Виступи за збірну
24 березня 2007 року дебютував в офіційних іграх у складі національної збірної Боснії і Герцеговини в матчі-відбору на Євро-2008 проти збірної Норвегії.
Наразі провів у формі головної команди країни 47 матчів, забивши 18 голів.

## Титули і досягнення
- Футболіст року в Боснії: 2008